# 索延湖
48°6′20″N 12°12′11″E / 48.10556°N 12.20306°E

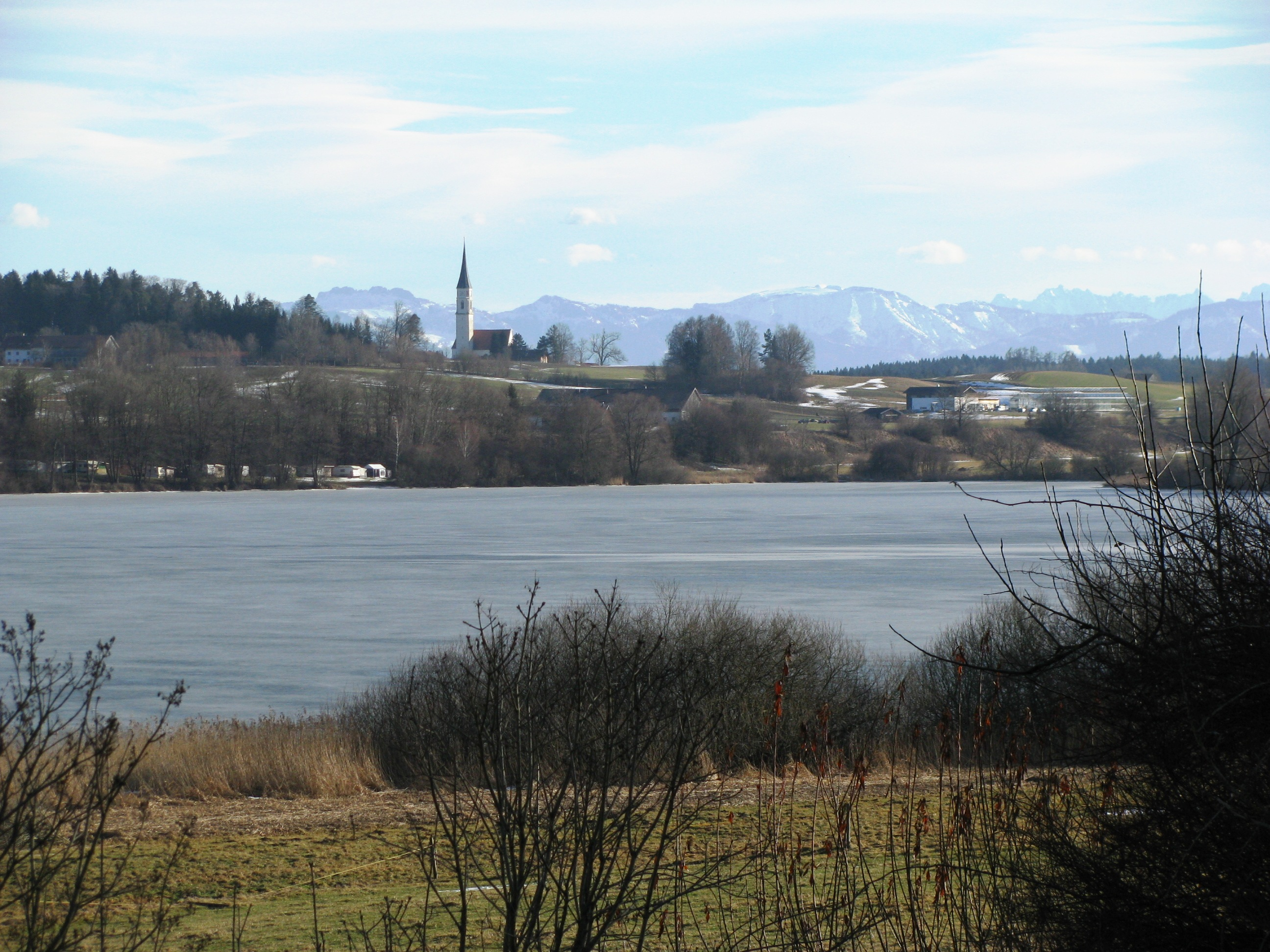

索延湖（德語：Soyensee），是德國的湖泊，位於該國東南部，由巴伐利亞州負責管轄，處於羅森海姆縣以北，長1.1公里、寬0.6公里，面積0.44平方公里，海拔高度470米，最大水深19米。